# Paramount Global Content Distribution
Paramount Global Content Distribution є підрозділом міжнародного розповсюдження телебачення американського медіа-конгломерату Paramount, заснований в 1962 році як міжнародний підрозділ Desilu Productions . Після продажу Desilu компанії Gulf+Western, тодішнім власникам кіностудії Paramount Pictures, у 1968 році, підрозділ перетворився на перший набіг Paramount на міжнародну телевізійну індустрію в 1970-х роках.
Відділ займається розповсюдженням телевізійного контенту з бібліотек Paramount Media Networks, Paramount Television Studios, CBS Studios, CBS Media Ventures, Showtime Networks і Paramount+.

## Історія
Підрозділ, а також Paramount International Television спочатку був заснований у 1962 році як підрозділ міжнародного розповсюдження Desilu Productions, Desilu International, яким керував Брюс Гордон. У 1975 році компанія спільно з Ten Network випустила Загублені острови. У 1983 році він отримав права на розповсюдження австралійського міні-серіалу Повернення до Едему. У 1968 році Desilu було продано Gulf+Western, тодішнім власникам кіностудії Paramount Pictures, зрештою додавши міжнародне телебачення до своїх відомих кінооперацій. Gulf+Western перейменувала підрозділ у Paramount Television International, щоб займатися міжнародними продажами власності Desilu/Paramount від Paramount Television .
У 1981 році CBS заснувала свій міжнародний підрозділ CBS Broadcast International, щоб продавати новинні, спортивні та розважальні програми, створені власними силами, на зовнішні ринки, а також на ринки немовлення та нових технологій у США. Зрештою він об'єднався з CBS Worldwide Enterprises, а пізніше 17 грудня 1984 року об'єдналася у свій маркетинговий підрозділ CBS Productions (не пов'язаний з виниклою пізніше однойменною компанією) з CBS Theatrical Films. Влітку 1985 року CBS Productions, CBS News і Columbia House у партнерстві випустили відеокасету «Війна у В'єтнамі» з Волтером Кронкайтом.
Пізніше того ж року CBS закрила свій театральний виробничий підрозділ і CBS Broadcast International відокремилася від виробничого підрозділу, відновивши псевдонім CBS Broadcast International. У 1988 році він планував надати бюлетені CBS Evening News для British Satellite Broadcasting.
CBS Broadcast International створила синдиковані епізоди телесеріалу Сутінкова зона в 1985 році. Потім через 2 роки він підписав угоду про партнерство з MGM/UA Telecommunications, щоб синдикувати свої епізоди з усіх 2 сезонів із додаванням 30 нових перших епізодів, щоб сформувати синдикаційний пакет із 90 епізодів. 28 жовтня того ж року CBS Broadcast International оголосила про придбання телевізійних і допоміжних ринкових прав на чотири фільми, відзначені премією «Оскар»/Оскар, зняті Артуром Коном, такі як Діагональ слона, Чорне і біле у кольорі, Сад Фінці-Контініс і Небо вгорі, бруд внизу. Він також оголосив про плани підібрати бюлетені Вечірніх новин CBS з Деном Ратером, які розмістять їх із затримкою на плівку на міжнародному каналі Tele Monte Carlo.
У 1986 році CBS Broadcast International уклала партнерство, яке буде використовувати права на власність Madison Square Garden. У 1987 році компанія разом з MCA TV International підписала угоду з Центральним телебаченням Китаю (CCTV), щоб запропонувати в цілому 100 драматичних годин, що разом становить найбільшу ліцензію на сьогоднішній день, що робить її гругою голлівудською студією-найбільшим постачальником для іноземних виробників на китайському телебаченні. У 1990 році вона розглядалася як інвестор Nine Television Network.
У 1995 році CBS Broadcast International заснувала спільне підприємство, яке очолив Пітер Пресс. У 1998 році Джеймса Довалібі призначили віце-президентом із виробництва, а Крістофера Оттінгера — віце-президентом із розвитку бізнесу у підрозділі. Пізніше того ж року Paramount планує підписати міжнародне спільне виробництво.
CBS Broadcast International заснувала глобальний програмний альянс з Virgin Media Television у 1997 році. У наступному році Стефані Пачеко була призначена керуючим директором з міжнародних продажів підрозділу.
У 2000 році підрозділ було рекламовано для розробки та спільного виробництва Jeremiah з Lionsgate, але його замінили на MGM.

Логотип ViacomCBS Global Distribution Group (2020—2022)

CBS Broadcast International і Paramount International Television об'єдналися 11 серпня 2004 року, щоб створити CBS Paramount International Television, яку очолить Армандо Нуарес-молодший. Підрозділ було передано CBS Corporation після того, як CBS відокремилася від Viacom на початку 2006 року., з телевізійними правами на фільми від своєї дочірньої компанії Paramount Pictures, отриманих Trifecta Entertainment and Media. Після злиття CBS і Viacom 4 грудня 2019 року телевізійні права на фільми Paramount були повернуті тепер об'єднаній ViacomCBS.

Логотип CBS Studios International (2009—2020)

Компанія розповсюджує телевізійний контент із бібліотек CBS Studios, King World Productions і певних шоу HBO на міжнародному рівні, бібліотека Rysher Entertainment, останньою в країні володіє 2929 Entertainment. У травні 2009 року CPITV було перейменовано на CBS Studios International. 14 вересня того ж року CBS Studios International уклала угоду про спільне підприємство з Chellomedia для запуску шести каналів під брендом CBS у Великій Британії, які замінять Zone Romantica, Zone Thriller, Zone Horror і Zone Reality, а також служби Timeshift Zone Horror і Zone Reality. Замінні канали запустили 16 листопада того ж року. 5 квітня 2010 року Zone Horror і Zone Horror +1 були перейменовані в Horror Channel і Horror Channel +1 відповідно.
CBS Studios International ліцензувала права на найпопулярніші міжнародні формати. У 2010 році CBS Studios International створила спільне підприємство з Reliance Broadcast Network Limited, щоб створити Big CBS Networks Pvt. Ltd. На той час у мережі було 3 основних канали; загальний розважальний канал Big CBS Prime, Big CBS Spark, орієнтований на молодь, і Big CBS Love, жіночий і міський канал, орієнтований на пари.
У січні 2011 року CBS Studios International у партнерстві з австралійською компанією Ten Network Holdings запустили цифровий безкоштовний канал, відомий як Eleven, і мали 33 % акцій у її спільній холдинговій компанії ElevenCo. У червні 2017 року десять мережевих холдингів увійшли в управління добровільно, що зрештою призвело до того, що в листопаді CBS придбала всю компанію.
1 серпня 2012 року Chellomedia оголосила, що європейські версії Zone Romantica, Zone Reality і Club будуть перейменовані відповідно на CBS Drama, CBS Reality і CBS Action.
Після злиття CBS і Viacom 4 грудня 2019 року для створення ViacomCBS, CBS Studios International і Viacom International Studios об'єдналися та змінили бренд на ViacomCBS Global Distribution Group. 16 лютого 2022 року ViacomCBS змінила бренд на Paramount Global, змінивши назву підрозділу на його поточну назву та відновивши назву Paramount уперше за 17 років, до якої приєдналася Paramount International.

## Paramount International
Paramount International Inc. є неіснуючою дочірньою компанією Paramount Global, яка спочатку була заснована в 1971 році як Viacom International Inc., лише через рік після того, як Viacom відокремилася від телемережі CBS і стала материнською компанією Viacom. Компанія відповідала за авторські права та торговельні марки, пов'язані з її корпоративними веб-сайтами, програмами та кабельними мережами, зокрема її підрозділом Media Networks. Підрозділ також ліцензує права на продукти щодо їх різноманітних властивостей і розповсюдження візуальних і текстових телевізійних програм на основі передплати/плати.
Раніше Viacom International володів попередніми каталогами старих телешоу CBS до 1986 року. До злиття з корпорацією CBS у 1999 році вона також ліцензувала перші телевізійні станції Viacom, які раніше належали Viacom, як-от WVIT у Новій Британії, штат Коннектикут, якою вона володіла з 1978 до 1997 року, коли її було передано NBC як станцію, що належить і керує нею. для ринку Хартфорд. Пізніше NBC взяла всі позивні листи, які раніше належали Viacom.
Друге втілення Viacom і CBS Corporation об'єдналися 4 грудня 2019 року, щоб створити ViacomCBS, але цей підрозділ не відображатиме зміну назви до наступного року. ViacomCBS перейменовано в нинішню Paramount Global, що відповідно змінило бренд перед тим, як воно остаточно розпустилося, а його операції були згорнуті в головний міжнародний підрозділ Paramount Global.
Імена/псевдоніми Viacom International Inc. і ViacomCBS International Inc. продовжуватимуть використовуватися для підписів про авторські права на веб-сайтах і в програмах, доступ до яких доступні за межами Північної Америки, донині.

## Минула діяльність
Як CBS Paramount International Television, підрозділ розповсюджував фільми/мультфільми з бібліотек Paramount Pictures і Republic Pictures, які наразі неіснуючі, між 2006 і 2009 роками, а також DreamWorks Pictures з 2006 до 2008 років.
Як CBS Studios International, підрозділ мав 50 % власності колишніх австралійських платних телеканалів TV1 і SF Channel. У 2013 році RTL Group і CBS Studios International оголосили про створення спільного підприємства під назвою RTL CBS Asia Entertainment Network для Південно-Східної Азії із запуском RTL CBS Entertainment у вересні того ж року, але через 5 років у січні його придбає Blue Ant Media.
Раніше підрозділ володів усіма європейськими телеканалами під брендом CBS у спільному підприємстві з AMC Networks International та австралійською телекомпанією Ten Network Holdings. З тих пір обидва були передані головному підрозділу міжнародних мереж Paramount Global.